# Sühnekreuz Zienau

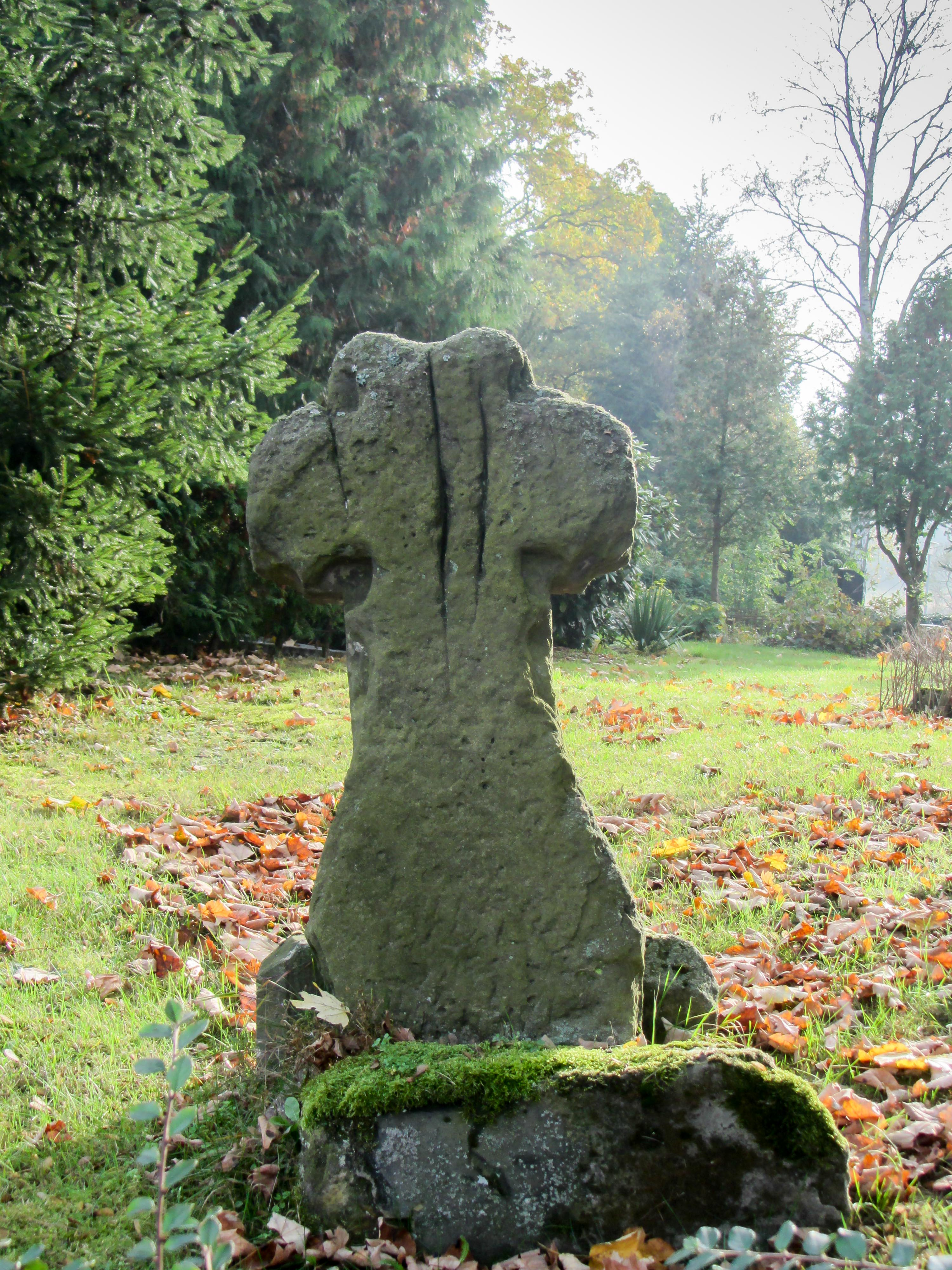
Sühnekreuz Zienau auf dem örtlichen Friedhof

Das Steinkreuz Zienau ist ein denkmalgeschütztes Steinkreuz im Ortsteil Zienau der Stadt Gardelegen in Sachsen-Anhalt. Im örtlichen Denkmalverzeichnis ist das Steinkreuz mit der Erfassungsnummer 094 97282 als Kleindenkmal verzeichnet.

## Allgemeines und Beschreibung
Das Sühnekreuz ist insgesamt 113 cm hoch, 57 cm breit, 22 cm breit und besteht aus Sandstein. Es steht in der nordwestlichen Ecke des Friedhofs von Zienau auf einer Böschungskante am Klosterweg. Das Sühnekreuz weist mehrere tiefe Kerbspuren sowohl auf der West- als auch auf der Ostseite sowie eine starke Kerbe am Kopf des Kreuzes auf. Es handelt sich dabei vermutlich um Wetzrillen. Aufgrund von bestimmten Spuren geht man aber davon aus, dass das lateinische Kreuz mit dem parallelkantigen Kopf ursprünglich eine gotische Form hatte. Am Schaft sind gotische Nasen und in den unteren Armecken noch Stützwinkel erhalten geblieben. Gestützt wird das Sühnekreuz durch alte liegende Grabplatten. Die Entstehung des Kreuzes wird in der ersten Hälfte des 15. Jahrhunderts vermutet. Im Jahr 1925 fand Paul Pflanz dieses Steinkreuz liegend vor. Er ermittelte, dass es ein halbes Jahrhundert zuvor noch aufrecht gestanden hatte und ließ es wieder aufrichten. Die Länge des Sockels schätzte er 1931 auf zirka 50 cm.

## Sage
Einer Sage nach soll auf dem Friedhof ein französischer Offizier begraben worden sein. Bis zu seinem Tod wurde er in Zienau gepflegt. Als Dank dafür erhielt der Hof die volle Abgabenfreiheit.